# Gisela Pohle
Gisela Pohle (* 1964) ist eine ehemalige deutsche Behindertensportlerin.

## Werdegang
Gisela Pohle ist eine schwerbehinderte Rollstuhlfahrerin. Trotz ihrer Behinderung wollte sie Leistungssport betreiben und wählte den Tischtennissport, den sie sowohl im Dameneinzel als auch in der Mannschaft in der Leistungsgruppe TT 5 betrieb. Mehrere Jahre lang war sie im Verein BSG Bielefeld aktiv. Wegen ihrer guten Leistungen wurde sie in die Deutsche Behindertensportnationalmannschaft berufen. Mit dieser Mannschaft nahm sie an den Paralympischen Sommerspielen 1996 teil, bei der sie in ihrer Leistungsgruppe sowohl im Dameneinzel als auch in der Damenmannschaft eingesetzt wurde und dabei zwei olympische Medaillen gewann. Zuerst wurde sie im Dameneinzel Dritte und gewann dadurch eine Bronzemedaille.
Danach erkämpfte sie mit der Damenmannschaft in der Besetzung Pohle, Monica Bartheidel, Monika Sikora und Christiane Pape den 1. Platz und wurde so Olympiasieger und Gewinner der Goldmedaille in ihrer Gruppe TT 5.
Für diesen Erfolg erhielt sie, zusammen mit der deutschen Rollstuhltischtennismannschaft, Leistungsgruppe TT 5, das Silberne Lorbeerblatt.